# Крылан Уоллеса
Крылан Уоллеса (лат. Styloctenium wallacei) — вид млекопитающих из семейства крылановых, обитающий в Юго-Восточной Азии. Эндемик Сулавеси и близлежащих островов Тогиан в Индонезии. Наскальные рисунки животных, похожих на этих крыланов, были найдены в Австралии, где представители вида неизвестны.

## Таксономия
Крылан Уоллеса был впервые описан в 1866 году британским зоологом Джоном Эдвардом Греем, хранителем зоологии Британского музея. Он дал ему название Pteropus wallacei, назвав его в честь британского натуралиста Альфреда Рассела Уоллеса, который добыл первый экземпляр на Сулавеси в Индонезии. Хотя Уоллес был уверен, что найденный им экземпляр был представителем нового вида, его заявление было встречено скептически, и другие ученые считали, что эта особь была молодой масковой летучей лисицей (Pteropus personatus). В 1899 году крылан Уоллеса был выделен в новый род Styloctenium немецким зоологом Пауля Матчи. Этот род считался монотипическим, но в 2007 году на острове Миндоро на Филиппинах был обнаружен и описан вид Styloctenium mindorensis.

## Описание
Крылан Уоллеса типичный крылан с длинными голыми ушами, передними конечностями, приспособленными для полета, и короткими задними лапами с когтями. Есть белые отметины на морде, каждая с темно-коричневым краем; полоса на переносице, пятна на щеках, еще одно на углах челюстей, пятна над глазами, полоса на верхней губе и пятно на подбородке. Единственный другой известный вид рода Styloctenium, S. mindorensis, отличается своими многогранными нижними и верхними клыками.

## Распространение и среда обитания
Крылан Уоллеса обитает на острове Сулавеси на Больших Зондских островах и островах Тогиан в заливе Томини. Он встречается в девственных лесах на высоте примерно до 1100 м, но иногда встречается во вторичных лесах, где подлесок расчищен, чтобы освободить место для выращивания кофе или какао. Когда его иногда можно увидеть на более открытых участках, он, вероятно, перемещается между фрагментированными участками леса. Наскальные рисунки крыланов, найденные недалеко от Кимберли в Австралии не похожи ни на каких летучих мышей, живущих на этом континенте сегодня; они больше похожи на крыланов Уоллеса, чем на любой другой вид. Древние осиные гнезда, построенные насекомыми поверх подобных рисунков, имеют возраст 17500 лет. Значит, сами рисунки еще старше и, возможно, созданы в конце последнего ледникового периода, примерно от двадцати до двадцати пяти тысяч лет назад.

## Охранный статус
Крылан Уоллеса обычен в некоторых районах острова, но редок в других. Большая часть девственных лесов на Сулавеси была расчищена для сельскохозяйственных нужд, и считается, что популяция летучих мышей сокращается, но в некоторых районах на них можно охотиться. По этим причинам Международный союз охраны природы оценил его охранный статус как «находящийся под угрозой исчезновения». Он присутствует в национальном парке Лоре-Линду в Центральном Сулавеси.